# Woodsia glabella
Woodsia glabella és una espècie de falguera de la família de les woodsiàcies. De distribució holàrtica que viu en ambients boreals i que es refugia en indrets d'alta muntanya a latituds més baixes. Viu en fissures de roques, preferentment calcàries.

## Descripció
Woodsia glabella és una falguera petita, l'espècie més menuda del seu gènere,   amb fulles d'1 a 1,5 cm d'ample i fins a 10 cm de llarg. L’aspecte dels folíols és semblant a l’altre espècie del gènere Woodsia present a Catalunya (Woodsia alpina) però sense tants pèls ni esquames (només algunes esquames a la base del pecíol i alguns pèls blancs)  i tota ella més petita i delicada. És una falguera homospòrica i leptoesporangiada.
El nom de l'espècie "glabella" és un diminutiu de la paraula llatina "glaber", que significa sense pèl, i fa referència aquesta característica de la planta, encara que si que pot tenir alguns pèls i algunes esquames.

## Distribució i hàbitat
Aquesta éspècie de falguera es troba a Europa, Àsia i Amèrica del Nord, i segons el criteri de Global Biodiversity Information Facility  o de la Base de Dades de Biodiversitat de Catalunya, no viu als Països Catalans.
Viu en escletxes humides, tarteres, sobre pedra calcària, en llocs amb estius frescos. Pot suportar, a l'hivern, temperatures de fins a -40 °C.

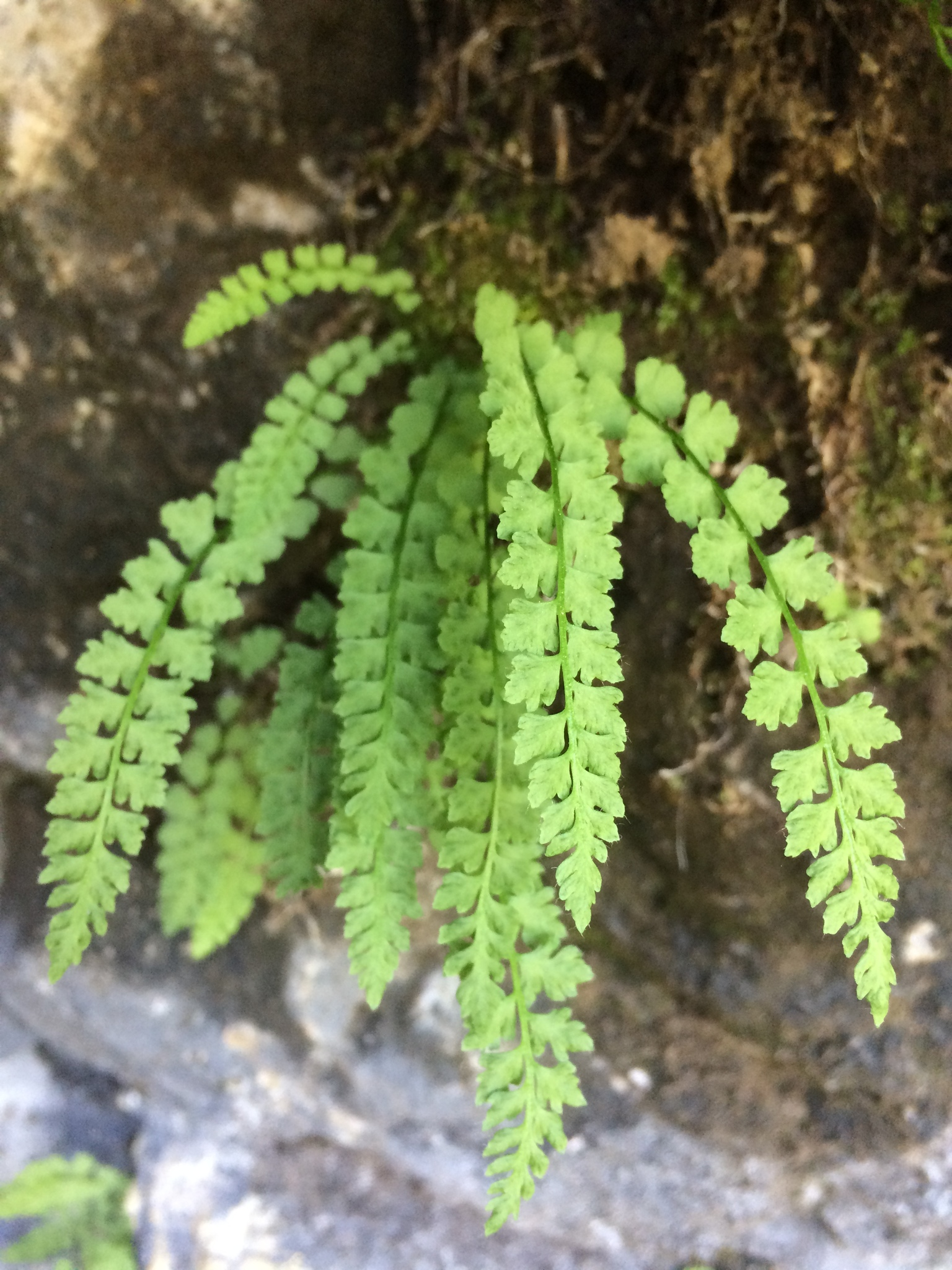
Woodsia glabella en una escletxa de roca

## Taxonomia
Woodsia glabella R.Br. és una espècie de falguera àmpliament distribuïda per l’hemisferi Nord que no arriba a la península Ibèrica. Alguns autors havien considerat que totes aquestes petites falgueres d'escletxes de roca eren variacions de la mateixa espècie: 
- Woodsia alpina (Bolton) Gray var. glabella (R. Brown ex Richardson) D. C. Eaton

Es va trobar una planta molt semblant a la paret N. del Pedraforca, que semblaria correspondre a una subespècie de Woodsia glabella i que s'anomenaria  Woodsia glabella R. Br. subsp. pulchella (Bertol.) O. Bolòs et J. Vigo, segons els criteri de les flores de referència del nostre país.
En canvi, Global Biodiversity Information Facility o la Base de Dades de Biodiversitat de Catalunya reconeixen per aquest tàxon, la categoria d'espècie separada de W.glabella: 
- Woodsia pulchella (Bertol.) A. Löve & D. Löve[7]

La primera descripció de Woodsia pulchella va ser feta l'any 1858 per Antonio Bertoloni a Flora Italica Cryptogama Volum 1, p. 111. És sinònim de Woodsia glabella subsp. pulchella (Bertol.) Á.Löve & D.Löve.
En tot cas, aquest tàxon que correspon a W.pulchella o a una susbespècie de W.glabella té una distribució més reduïda que inclou sobretot diverses poblacions a Rússia, més algunes poblacions als Alps, Apenins, Mongòlia i Pirineus (on només es coneix d'una única localitat), i es  troba a la llista vermella de la UICN amb categoria NT (Gairebé amenaçada).
"pulchellus" és un adjectiu llatí que significa "bonic".